# Flueggea
Flueggea es un género de plantas con flores perteneciente a la familia Phyllanthaceae.  Comprende varios arbustos muy ramificados que se distribuyen por el Hemisferio Norte y por zonas tropicales. El género fue nombrado en honor del botánico alemán  Johannes Flüggé.
Tiene este género hojas esteras ovadas y diminutas flores de color verde que se producen en cimas oen forma de inflorescencias. Los frutos son bayas del tamaño de un guisante.
Especies de este género se encontraban anteriormente en el género Securinega.

## Especies seleccionadas
- Flueggea capillipes
- Flueggea flexuosa
- Flueggea leucopyrus
- Flueggea microcarpa
- Flueggea neowawraea
- Flueggea nicrocarpa
- Flueggea sinensis
- Flueggea spicata
- Flueggea suffruticosa
- Flueggea tinctoria
- Flueggea ussuriensis
- Flueggea virosa
- Flueggea wallichiana
- Flueggea xerocarpa
- etc.